# Janówek I (gromada)
Janówek I (od lat 1960. Janówek Pierwszy; alt. Janówek) – dawna gromada, czyli najmniejsza jednostka podziału terytorialnego Polskiej Rzeczypospolitej Ludowej w latach 1954–1972.
Gromady, z gromadzkimi radami narodowymi (GRN) jako organami władzy najniższego stopnia na wsi, funkcjonowały od reformy reorganizującej administrację wiejską przeprowadzonej jesienią 1954 do momentu ich zniesienia z dniem 1 stycznia 1973, tym samym wypierając organizację gminną w latach 1954–1972.
Gromadę Janówek I z siedzibą GRN w Janówku I utworzono – jako jedną z 8759 gromad na obszarze Polski – w powiecie nowodworskim w woj. warszawskim, na mocy uchwały nr VI/10/9/54 WRN w Warszawie z dnia 5 października 1954. W skład jednostki weszły obszary dotychczasowych gromad Janówek I, Góra, Kępa Kikolska, Olszewnica Nowa, Sikory i Krubin ze zniesionej gminy Janówek w tymże powiecie. Dla gromady ustalono 13 członków gromadzkiej rady narodowej.
31 grudnia 1959 do gromady Janówek przyłączono obszar zniesionej gromady Boża Wola oraz wieś Olszewnica Stara ze znoszonej gromady Chotomów w tymże powiecie.
31 grudnia 1961 z gromady Janówek Pierwszy wyłączono miejscowość Okunin Pierwszy, włączając ją do miasta Nowy Dwór Mazowiecki w tymże powiecie i województwie.
Gromada przetrwała do końca 1972 roku, czyli do kolejnej reformy gminnej.